# عبد الكريم العلي (سياسي)
الدكتور عبد الكريم العلي ولد في الموصل سنة 1925.
تخرج من كلية الهندسة ببغداد سنة 1946، ثم حصل على شهادة الدكتوراه في الهندسة المدنية من جامعة ميشيغان بالولايات المتحدة الأمريكية سنة 1952.
عاد إلى العراق وعين تدريسيا في كلية الهندسة بجامعة بغداد، وانتخب رئيسا لجمعية المهندسين العراقيين سنة 1961. وأعيد انتخابه مرة أخرى سنة 1963.
اختير لشغل منصب وزير التخطيط في وزارة أحمد حسن البكر التي تشكلت بعد سقوط نظام حكم الزعيم عبد الكريم قاسم.